# Purificación (Peñuelas)
Purificación (Peñuelas) es una localidad situada en el municipio de Hidalgo en el estado de Tamaulipas. De acuerdo al censo del año 2020, tiene 174 habitantes.

## Demografía
De acuerdo al censo de 2020, en Purificación (Peñuelas) hay alrededor de 174 habitantes de los cuales 82 son hombres y 92 son mujeres.

### Actividad económica
La principal actividad económica en la localidad es la agricultura, el principal producto de la actividad económica es el maíz. Se cultiva: maíz y frijol